# En vérité
Pour les articles homonymes, voir Truth.
Pour plus de détails, voir Fiche technique et Distribution.
En vérité (Truth) est un film américain réalisé par Rob Moretti, sorti en 2013.

## Synopsis
Caleb, qui a un trouble de la personnalité borderline, tombe amoureux de Jeremy.

## Fiche technique
- Titre : En vérité
- Titre original : Truth
- Réalisation : Rob Moretti
- Scénario : Rob Moretti
- Musique : Jonathan Bartz
- Photographie : Danny Buonsanto
- Montage : Cassandra McManus
- Production : Ashley Ahn et Sean Paul Lockhart
- Société de production : Left of Center Entertainment
- Pays :  États-Unis
- Genre : Drame, romance et thriller
- Durée : 94 minutes
- Dates de sortie : 
  - États-Unis : 12 juillet 2013 (Philadelphia QFest), 11 février 2014
  - France : 21 mai 2014

## Distribution
- Rob Moretti : Jeremy Dorian
- Sean Paul Lockhart : Caleb
- Blanche Baker : Dr. Carter Moore
- Rebekah Aramini : Leah Dorian
- Suzanne DiDonna : la mère de Caleb

## Accueil
Le film a reçu un accueil défavorable de la critique. Il obtient un score moyen de 23 % sur Metacritic.